# Елленборо (Північна Кароліна)
Елленборо (англ. Ellenboro) — місто (англ. town) в США, в окрузі Рутерфорд штату Північна Кароліна. Населення — 723 особи (2020).

## Географія
Елленборо розташоване за координатами 35°19′51″ пн. ш. 81°45′41″ зх. д. / 35.33083° пн. ш. 81.76139° зх. д. (35.330878, -81.761274).  За даними Бюро перепису населення США в 2010 році місто мало площу 3,28 км², уся площа — суходіл.

## Демографія
Згідно з переписом 2010 року, у місті мешкали 873 особи в 339 домогосподарствах у складі 230 родин. Густота населення становила 266 осіб/км².  Було 403 помешкання (123/км²).
Расовий склад населення:
| - 79,3 % — білих - 17,1 % — чорних або афроамериканців - 0,3 % — корінних американців - 1,5 % — осіб інших рас |

До двох чи більше рас належало 1,8 %. Частка іспаномовних становила 2,1 % від усіх жителів.
За віковим діапазоном населення розподілялося таким чином: 29,8 % — особи молодші 18 років, 56,2 % — особи у віці 18—64 років, 14,0 % — особи у віці 65 років та старші. Медіана віку мешканця становила 34,9 року. На 100 осіб жіночої статі у місті припадало 98,9 чоловіків;  на 100 жінок у віці від 18 років та старших — 97,7 чоловіків також старших 18 років.
Середній дохід на одне домашнє господарство  становив 59 762 долари США (медіана — 37 321), а середній дохід на одну сім'ю — 67 171 долар (медіана — 28 813). За межею бідності перебувало 38,1 % осіб, у тому числі 60,6 % дітей у віці до 18 років та 6,9 % осіб у віці 65 років та старших.
Цивільне працевлаштоване населення становило 357 осіб. Основні галузі зайнятості: роздрібна торгівля — 23,5 %, виробництво — 22,7 %, освіта, охорона здоров'я та соціальна допомога — 20,2 %.